# Ahmed Sobhi
Ahmed Sobhi (sinh ngày 4 tháng 3 năm 1991) là một cầu thủ bóng đá người Ai Cập thi đấu ở vị trí hậu vệ phải cho câu lạc bộ Ai Cập Enppi. Anh cũng thi đấu cho đội tuyển quốc gia Ai Cập ở các cấp độ U-20, U-23 và đội tuyển quốc gia, anh có màn ra mắt quốc tế trong thất bại 2–1 trên sân khách trước Sierra Leone ở Vòng loại Cúp bóng đá châu Phi 2013 ngày 3 tháng 9 năm 2011. Năm 2015, anh gia hạn hợp đồng với Enppi bằng bản hợp đồng 5 năm.